# Вайдманнслуст
Вайдманслуст (нем. Waidmannslust, произношениео файле) — седьмой район в составе административного округа Райникендорф в Берлине, до 1945 года находившийся в составе соседнего Любарса. 

## Этимология
Waidmannslust происходит от названия одноименного постоялого двора и обозначает в дословном переводе «Радость охотника, соблюдающего правила и обычаи своего ремесла».

## История
Основан в 1875 году, когда работавший в этих краях лесничий Эрнст Бондик (нем. Ernst Bondick) купил участок земли у крестьянской вдовы из Любарса и выстроил на нем охотничий домик и постоялый двор, украшенные оленьими рогами (откуда берет свое начало герб района) и названные им Waidmannslust. После того, как в 1884 году неподалеку от этого места была проложена линия Берлинской северной железной дороги и Вайдманслуст получил свою собственную ж/д станцию, поселение из популярного места отдыха начало быстро развиваться как пригород Берлина, застроенный характерными сельскими домами и виллами, отчасти сохранившимися и до наших дней (как, например, Охотничий замок Мелих). В 1888 году в Вайдманслусте была открыта первая фабрика (по производству керосиновых ламп, предназначнных, в основном, к вывозу в Россию), а всего четыре года спустя в нем уже проживало около 400 жителей: больше, чем в Любарсе, к которому он административно относился. В конце века в пейзаж престижной окраины города вписались и первые многоэтажные постройки со съемными квартирами, а в 1901 году одна из наиболее красивых берлинских школ того времени: начальная школа Мюнхгаузен (до этого дети должны были заниматься в одном из фабричных зданий). В течение пяти лет, начиная с 1909 года, в поселение были последовательно подведены линии водоснабжения, газ, телефон, электричество и канализация. Все эти меры положительно повлияли на прирост местного населения, которое к началу первой мировой войны насчитывало уже 3000 человек. Поскольку лишь немногие верующие из их числа готовы были проделывать путь до ближайшей церкви в Любарсе, богослужения проводились в выделенном под них фабричном помещении, а потом и в здании школы, пока под патронажем германской императрицы Августы Виктории не была заложена и в 1913 году освящена евангелическая церковь королевы Луизы, во дворе которой к 50-летию Вайдманслуста был торжественно открыт Юбилейный фонтан.
После расширения Берлина в 1920 году Вайдманслуст оказался в его черте и постепенно стал зоной сплошной городской застройки, плавно перетекающей в соседние Тегель, Виттенау, Хермсдорф и Любарс. Развитие района, заметно ускорившегося в этот период, было прервано с наступлением второй мировой войны и вызванными ею разрушениями. 21 апреля 1945 года в рамках операции по взятию Берлина первыми в Вайдманслуст вступили части 82-й стрелковой дивизии, однако по окончании войны он оказался под управлением французской администрации, которая одну из конфискованных у их владельцев вилл, к примеру, использовала под резиденцию посла Франции. С 1966 года началась массовая застройка микрорайона Рольберг типовыми многоэтажными домами, в целом не характерными для архитектурного облика Вайдманслуста и ориентированными, в основном, на жильцов с относительно низкими доходами.

## Транспорт
По территории Вайдманслуста проходят линии берлинской городской электрички S1 и S26, причем здание ж/д вокзала, построенное в 1910 году, само по себе является памятником культуры. Автобусные линии 122, 222 и 322 связывают район с ближайшими станциями метрополитена.

## Достопримечательности
С севера естественной границей Вайдманслуста являются проточное озеро Хермсдорфер-Зе и Тегелер-Флиз, который при общей длине более 30 км по традиции называется ручьем. На юго-западе расположен Штайнберг-парка на юго-востоке стадион футбольного клуба Любарс. Насчитывающая уже более 100 лет церковь Королевы Луизы с ее 42-метровой башней и фасадом, по настоянию императора Вильгельма II выполненным в стиле ратуши Тангермюнде, по-прежнему остается одной из визитных карточек района.

## Галерея

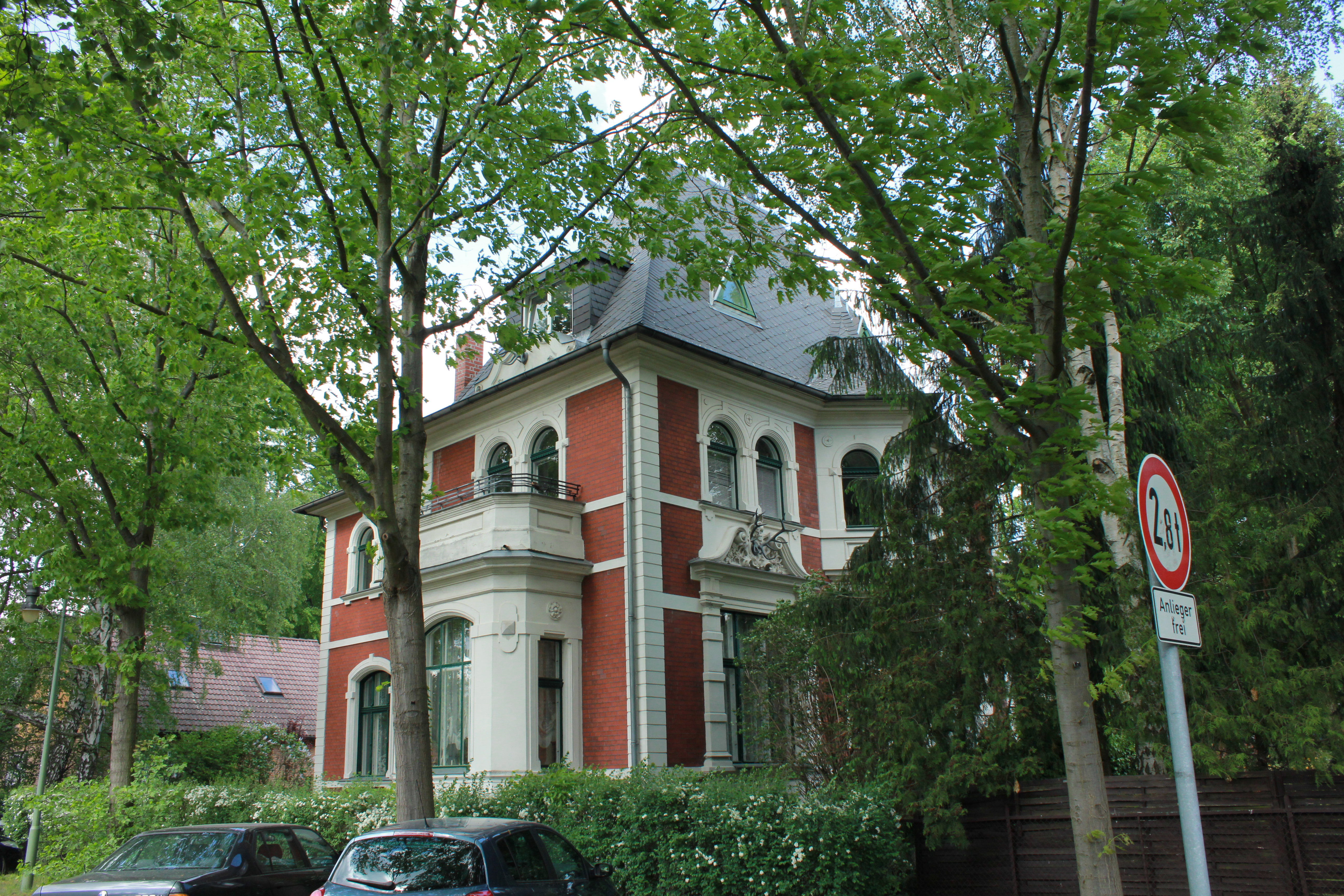
Охотничий замок Мелих
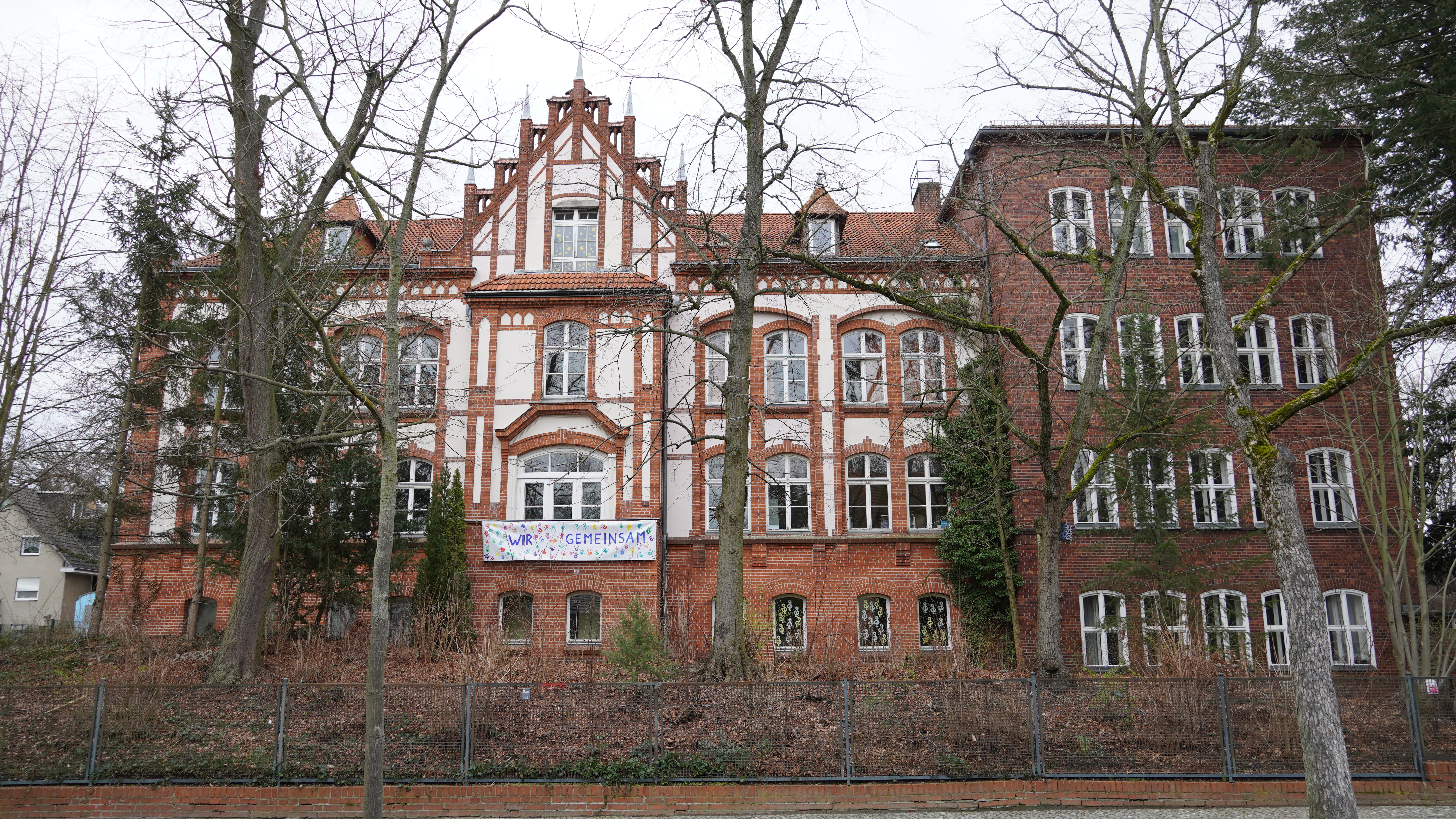
Начальная школа Мюнхгаузен
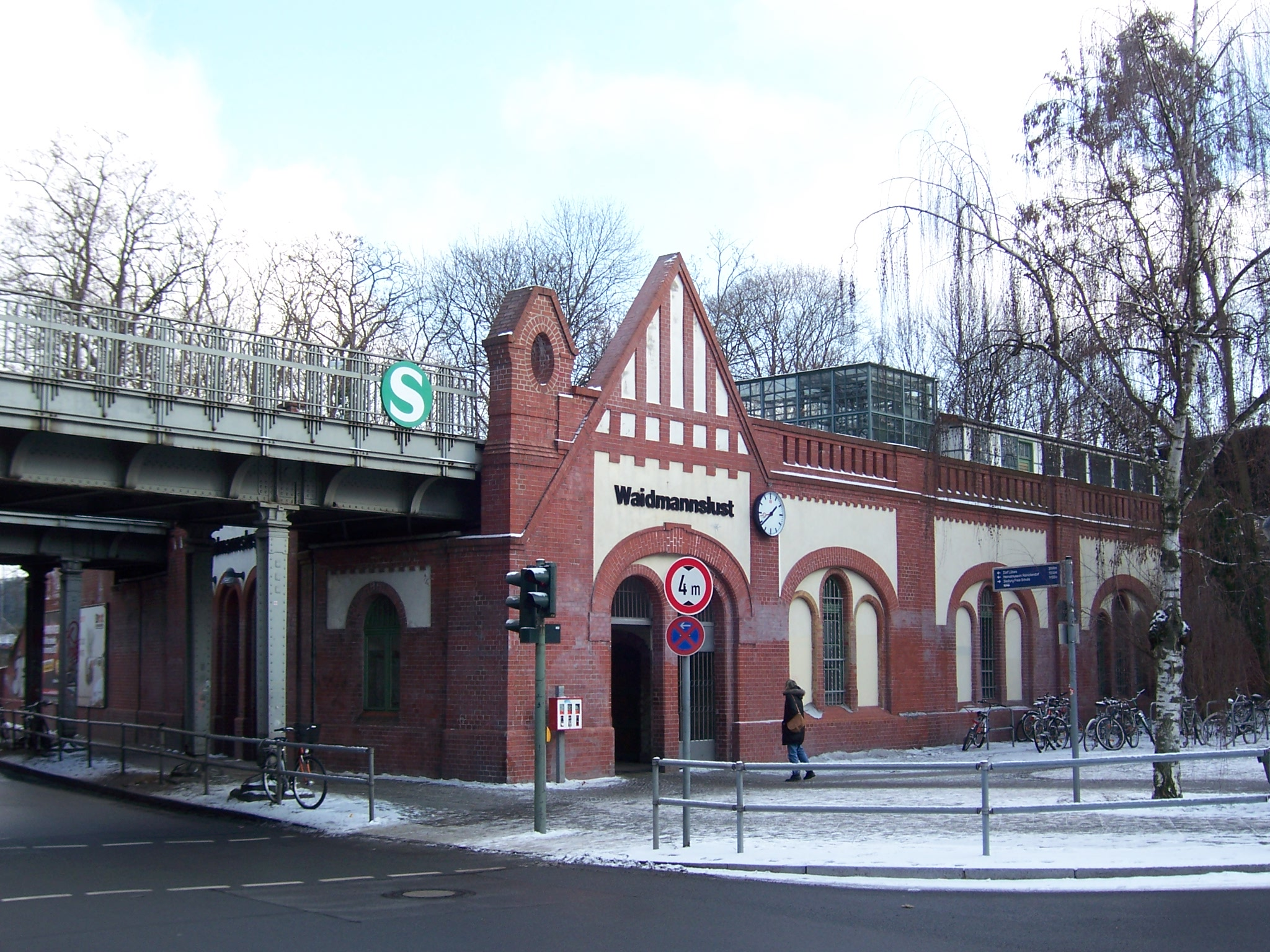
Здание ж/д вокзала
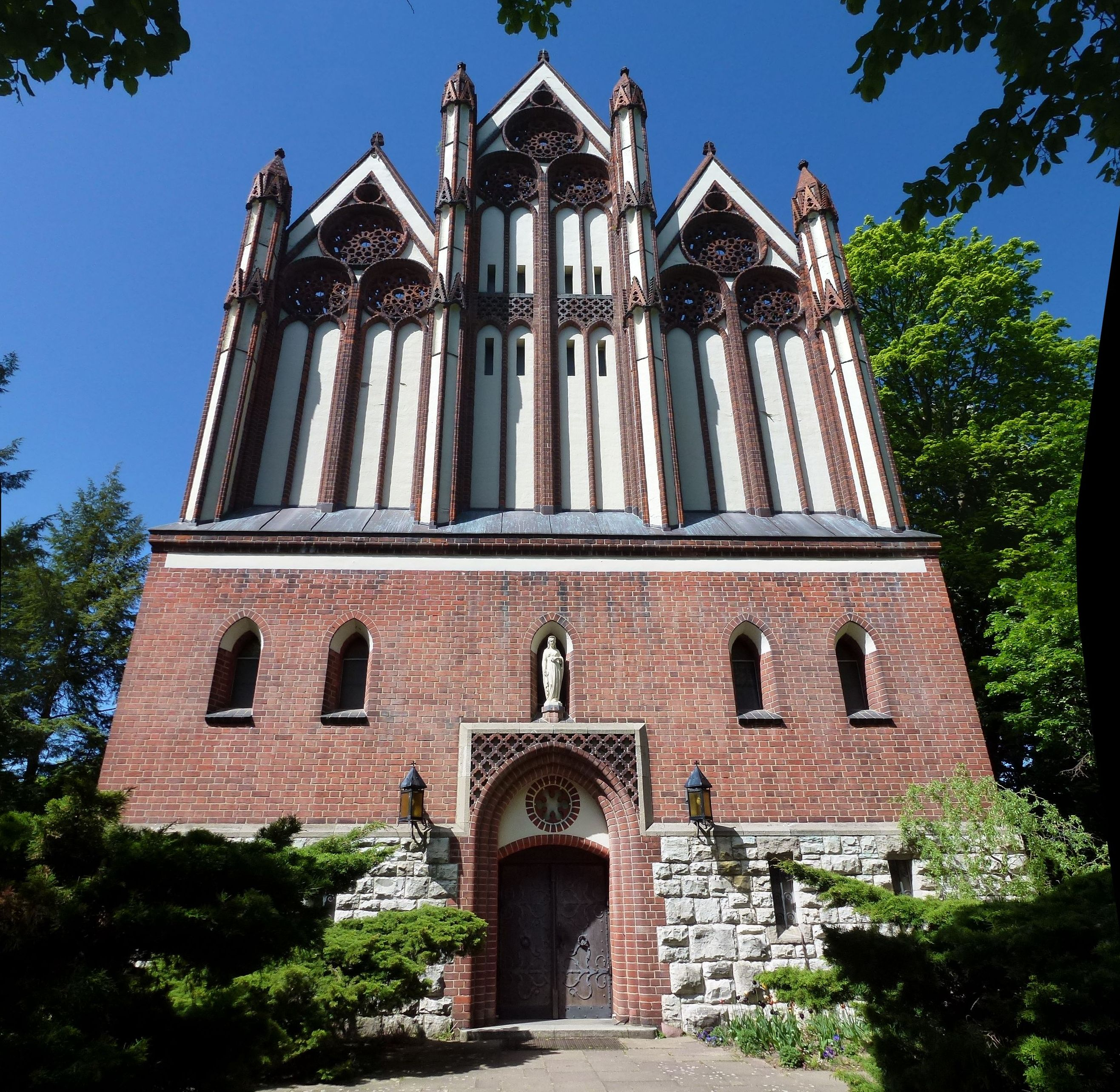
Церковь королевы Луизы
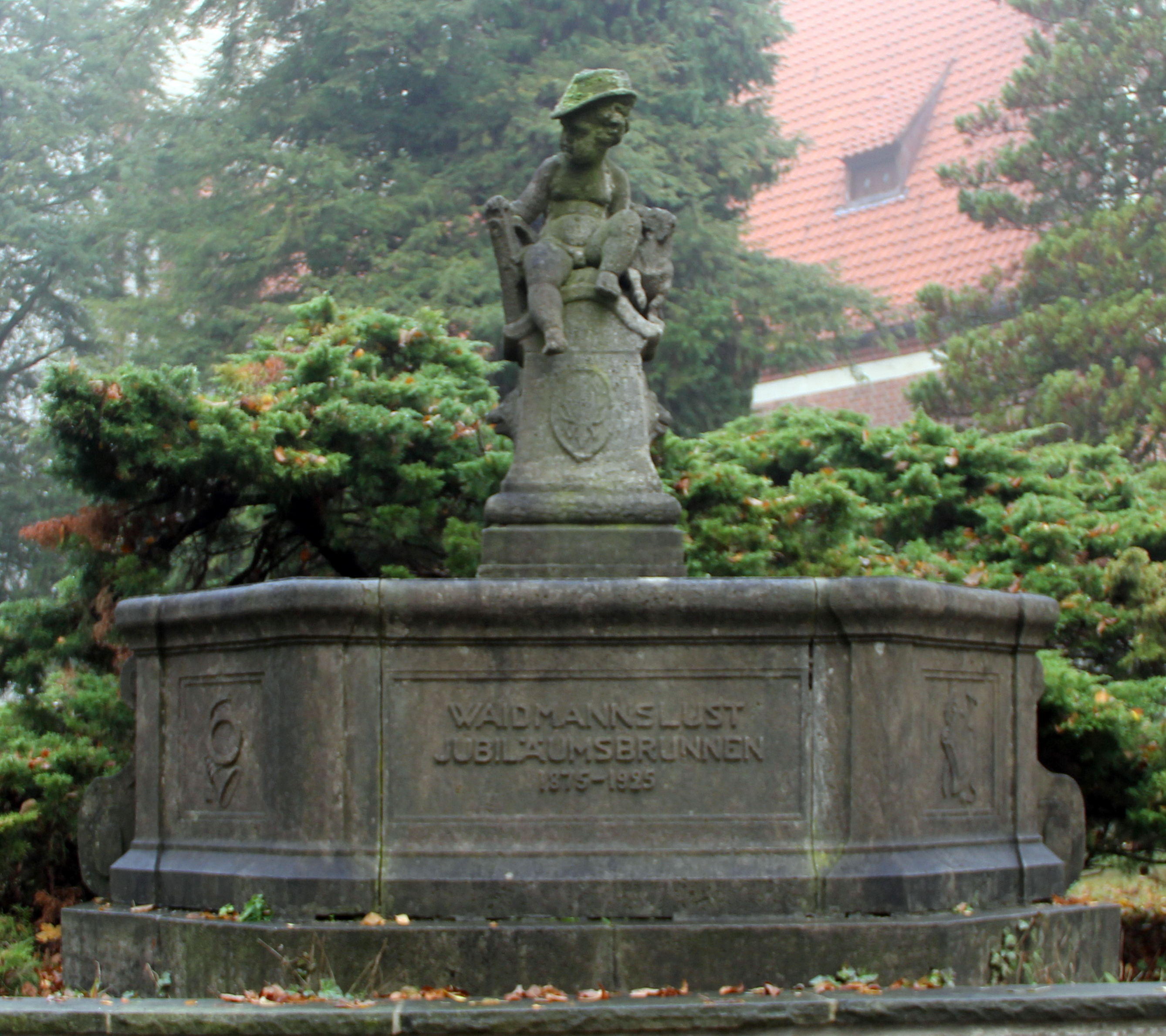
Юбилейный фонтан (1925)
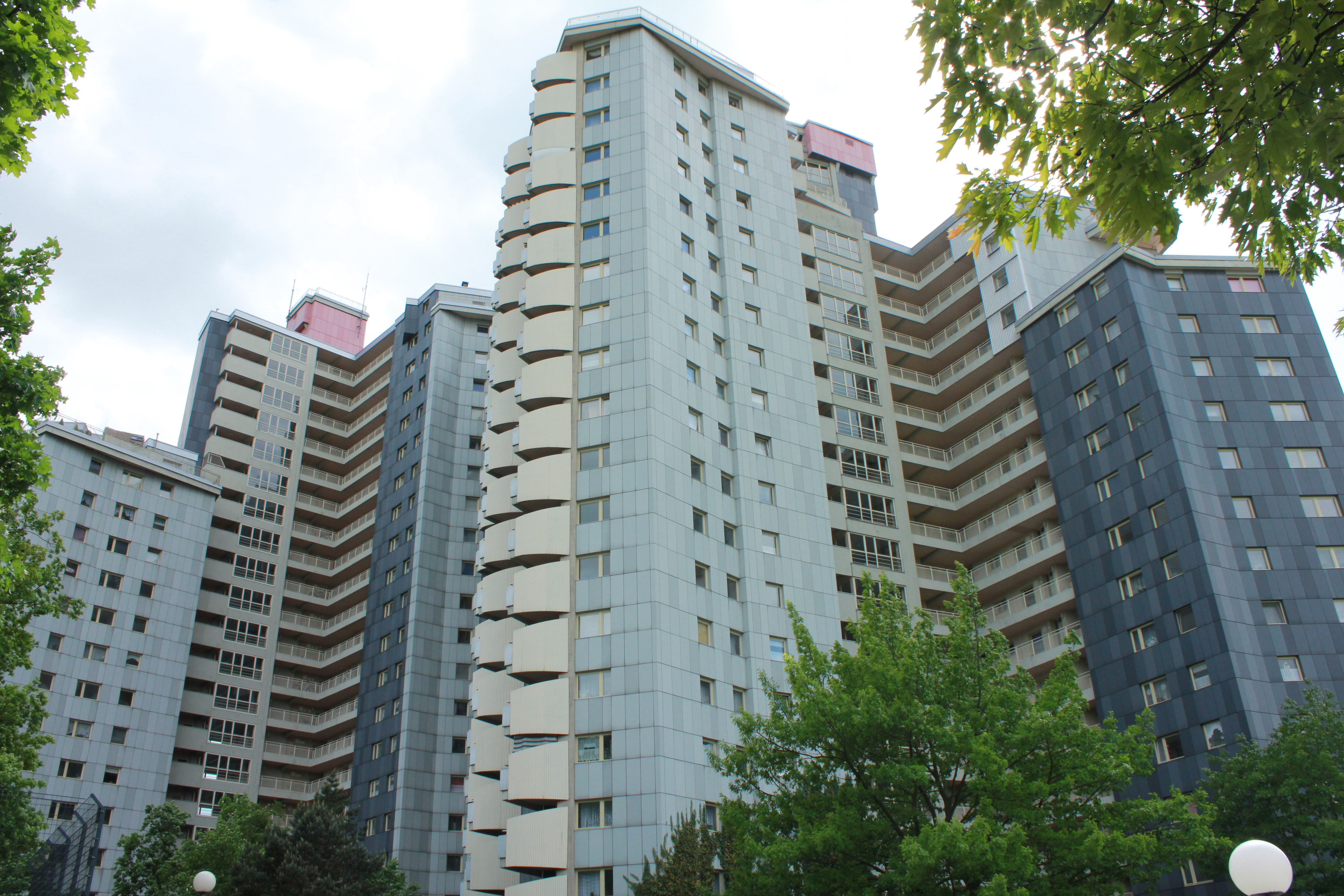
микрорайон Рольберг
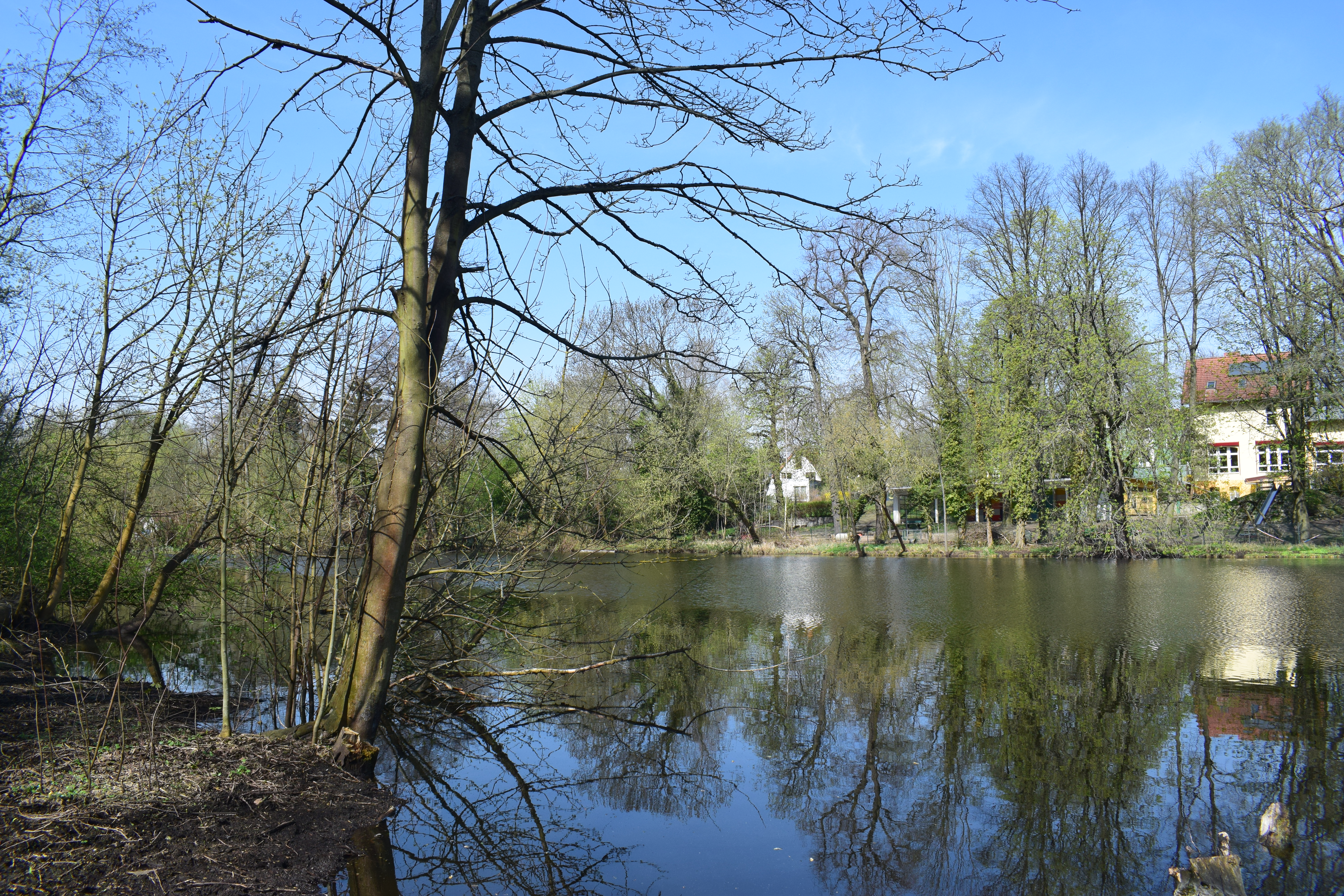
Озеро Хермсдорфер-Зе
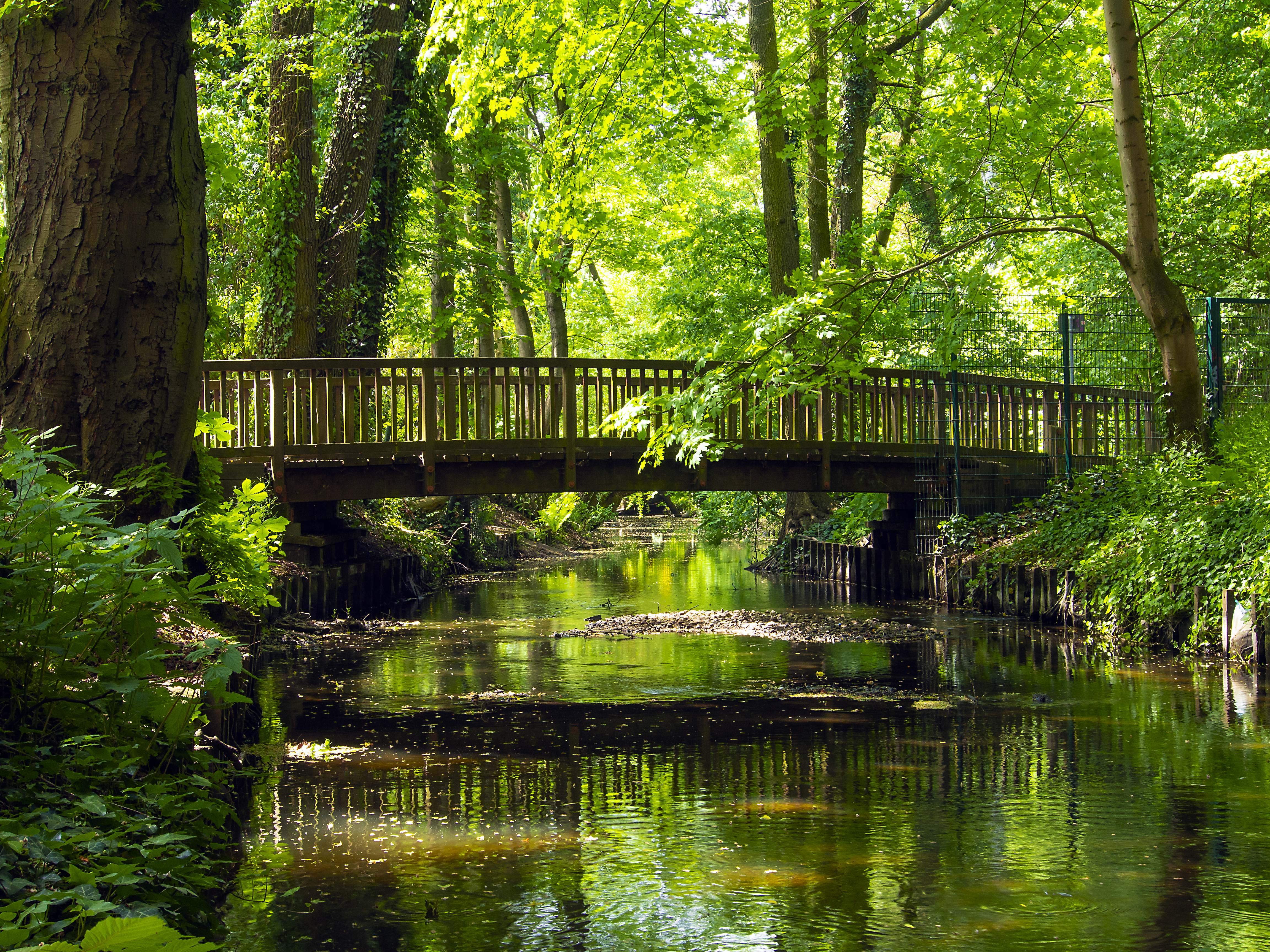
Тегелер-Флиз
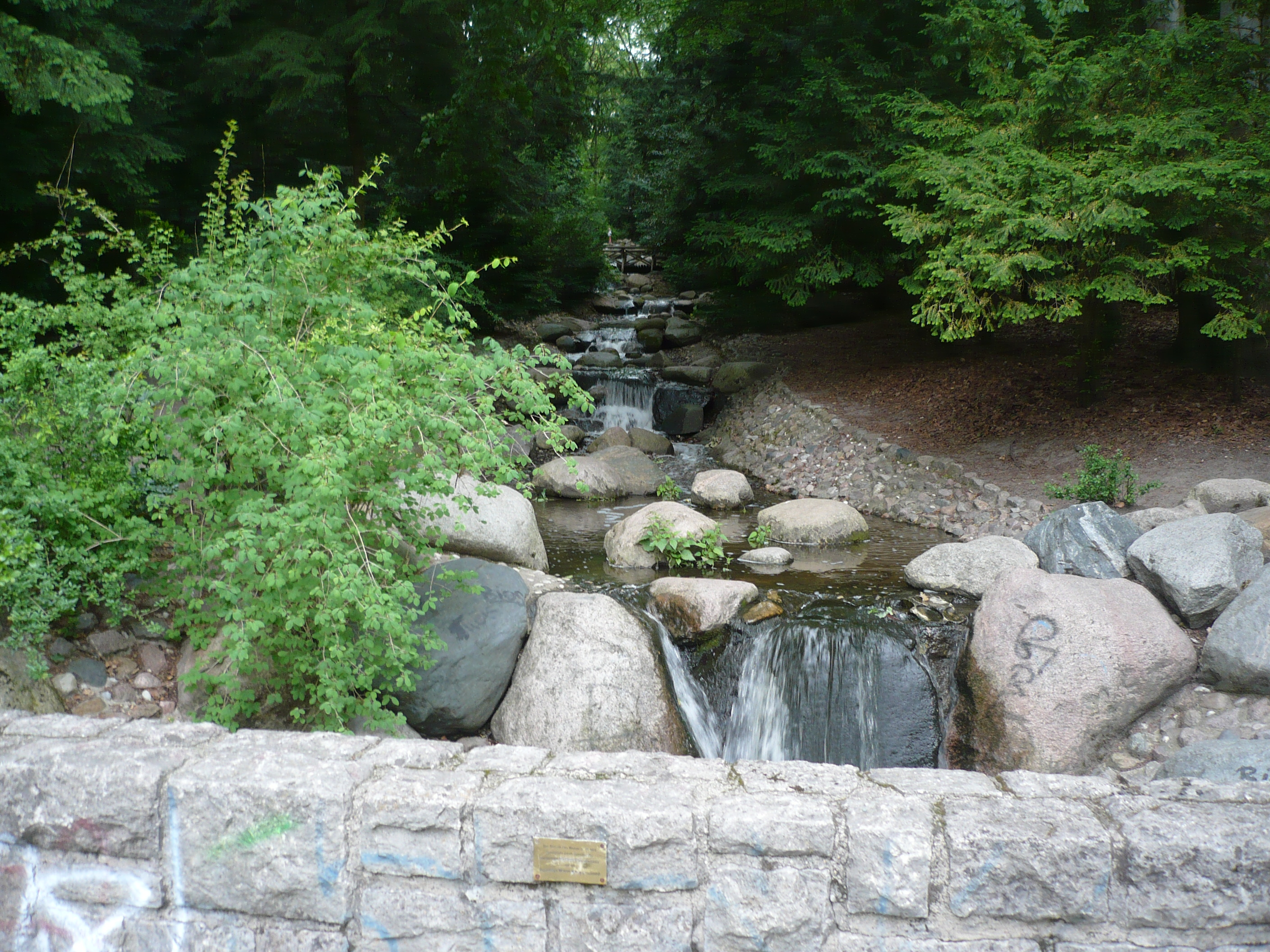
Водопад в парке Штайнберг